# Державний кордон Сенегалу

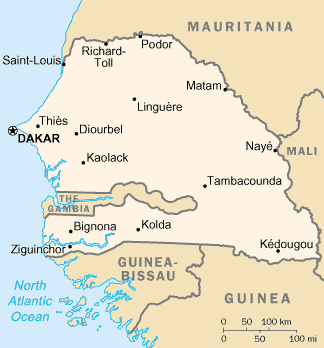
Карта Сенегалу

Державний кордон Сенегалу — державний кордон, лінія на поверхні Землі та вертикальна поверхня, що проходить по цій лінії, що визначають межі державного суверенітету Сенегалу над власними територією, водами, природними ресурсами в них і повітряним простором над ними.

## Сухопутний кордон
Загальна довжина кордону — 2684 км. Сенегал межує з 5 державами. Уся територія країни суцільна, тобто анклавів чи ексклавів не існує. Територія держави Гамбія є своєрідним напіванклавом Сенегалу, з виходом до вод Атлантичного океану.
Ділянки державного кордону
| Держава      | Ділянка     | Довжина (км) | Прикордонні регіони | Примітки |
| ------------ | ----------- | ------------ | ------------------- | -------- |
| Гамбія       | напіванклав | 749          |                     |          |
| Гвінея       | південь     | 363          |                     |          |
| Гвінея-Бісау | південь     | 341          |                     |          |
| Малі         | схід        | 489          |                     |          |
| Мавританія   | північ      | 742          |                     |          |

## Морські кордони
Сенегал на заході омивається водами Атлантичного океану. Загальна довжина морського узбережжя 531 км. Згідно з Конвенцією Організації Об'єднаних Націй з морського права (UNCLOS) 1982 року, протяжність територіальних вод країни встановлено в 12 морських миль (22,2 км). Прилегла зона, що примикає до територіальних вод, в якій держава може здійснювати контроль, необхідний для запобігання порушень митних, фіскальних, імміграційних або санітарних законів, простягається на 24 морські милі (44,4 км) від узбережжя (стаття 33). Виключна економічна зона встановлена на відстань 200 морських миль (370,4 км) від узбережжя. Континентальний шельф — 200 морських миль (370,4 км) від узбережжя, або до континентальної брівки (стаття 76).